# Horst Tiwald

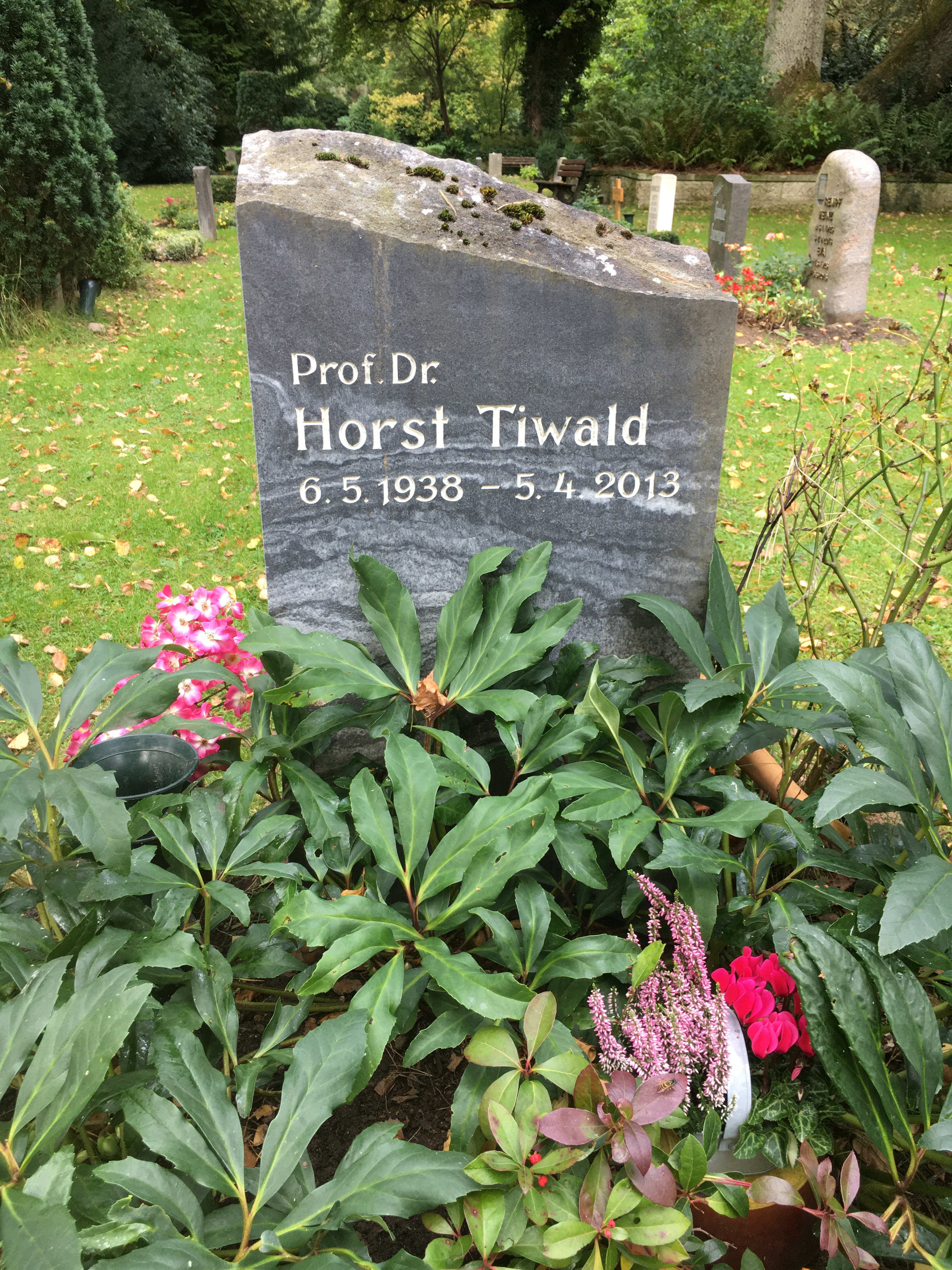
Grabstätte Horst Tiwald auf dem Friedhof Ohlsdorf

Horst Tiwald (* 6. Mai 1938; † 5. April 2013) war ein österreichischer Sportpsychologe und Hochschullehrer.

## Leben
Tiwald wurde im niederösterreichischen Krems an der Donau geboren und wuchs dort auf. Nach dem Erlangen der Matura im Jahr 1956 studierte er Leibeserziehung an der Universität Wien sowie ein Semester an der Eberhard Karls Universität Tübingen. Er war Schüler von Margarete Streicher und Hans Groll. Seine 1964 an der Uni Wien angenommene Doktorarbeit im Fach Philosophie schrieb Tiwald zum Thema „Leibeserziehung aus der Perspektive des Zen-Buddhismus“.
Zwischen 1964 und 1970 arbeitete Tiwald in Linz als Volkshochschullehrer, ehe er nach Deutschland ging und von 1970 bis 1972 an der Freien Universität Berlin eine Stelle als Assistenzprofessor für Sportpsychologie innehatte. 1972 wechselte er an die Universität Hamburg und wurde dort ein Jahr später auf eine Professur für Sportpsychologie berufen. In diesem Amt blieb er bis zum Beginn seines Ruhestands im Jahr 2003, blieb jedoch noch an der Hochschule in Lehre und Forschung tätig. Von 1972 bis 1980 war Tiwald an der Uni Hamburg Geschäftsführender Direktor des Instituts für Leibesübungen. Im Rahmen eines Forschungssemesters arbeitete er in Indonesien für ein Projekt des Berliner Senats.
Er leitete an der Universität Hamburg unter anderem Forschungsprojekte in den Bereichen Sozial- und Behindertenarbeit, in der Drogentherapie, in der Ausländerarbeit, in Unternehmen, in der Talentförderung, zum Thema „100 Jahre Alpiner Skilauf“ sowie zum Thema „Sportstadt Hamburg“. Weitere Betätigungsfelder waren der Zen-Buddhismus, die „natürliche Bewegung“ in der Tradition der Reformpädagogik, mentales Training, die Aggressionsforschung, lern- und motivationspsychologische Aspekte des Sportunterrichts, eine kritische Sporttheorie, transkulturelle Bewegungsforschung (unter anderem mit kulturellem Dialog mit China), Taijiquan und Qigong sowie die Entwicklung eines interdisziplinär begründeten Vermittlungsweges des alpinen Skilaufs.
Horst Tiwald, der mit seiner Ehefrau Ingrid zwei Töchter hatte, verstarb 74-jährig und wurde auf dem Hamburger Friedhof Ohlsdorf im Planquadrat Bo 69 beigesetzt.